# Cal Pastor (Santa Maria de Palautordera)
Cal Pastor, o Mas Andreu, és una masia al municipi de Santa Maria de Palautordera (Vallès Oriental) protegida com a bé cultural d'interès local. Masia molt antiga que ha patit diverses ampliacions. Està orientada cap a l'est. La coberta és a dues vessants. Consta de planta baixa, pis i golfes. Presenta annexes adossats a la dreta de la façana. El conjunt està tancat per un portal. La porta principal és dovellada. A sobre seu hi ha una finestra de pedra d'arc pla decorada a sobre i a sota per replanells motllurats (al seu interior hi ha un festejador). A l'interior de l'edifici hi ha un celler i rebost, una escala de pedra. Algunes portes tenen arcs motllurats. Es pot apreciar, també, una porta pel forn de pa i una cubícula d'altar.
Casa possiblement existent des del segle IX. Apareix en el fogatge de 1553. La família Andreu visqué a la casa dels segles XIV fins al xix. L'any 1900 la família Ribas adquirí la casa. Segons evidències trobades en reformar la casa, aquesta ha estat incendiada com a mínim dues vegades. L'interior es va reformar el 1990.